# Moduł mieszkaniowy

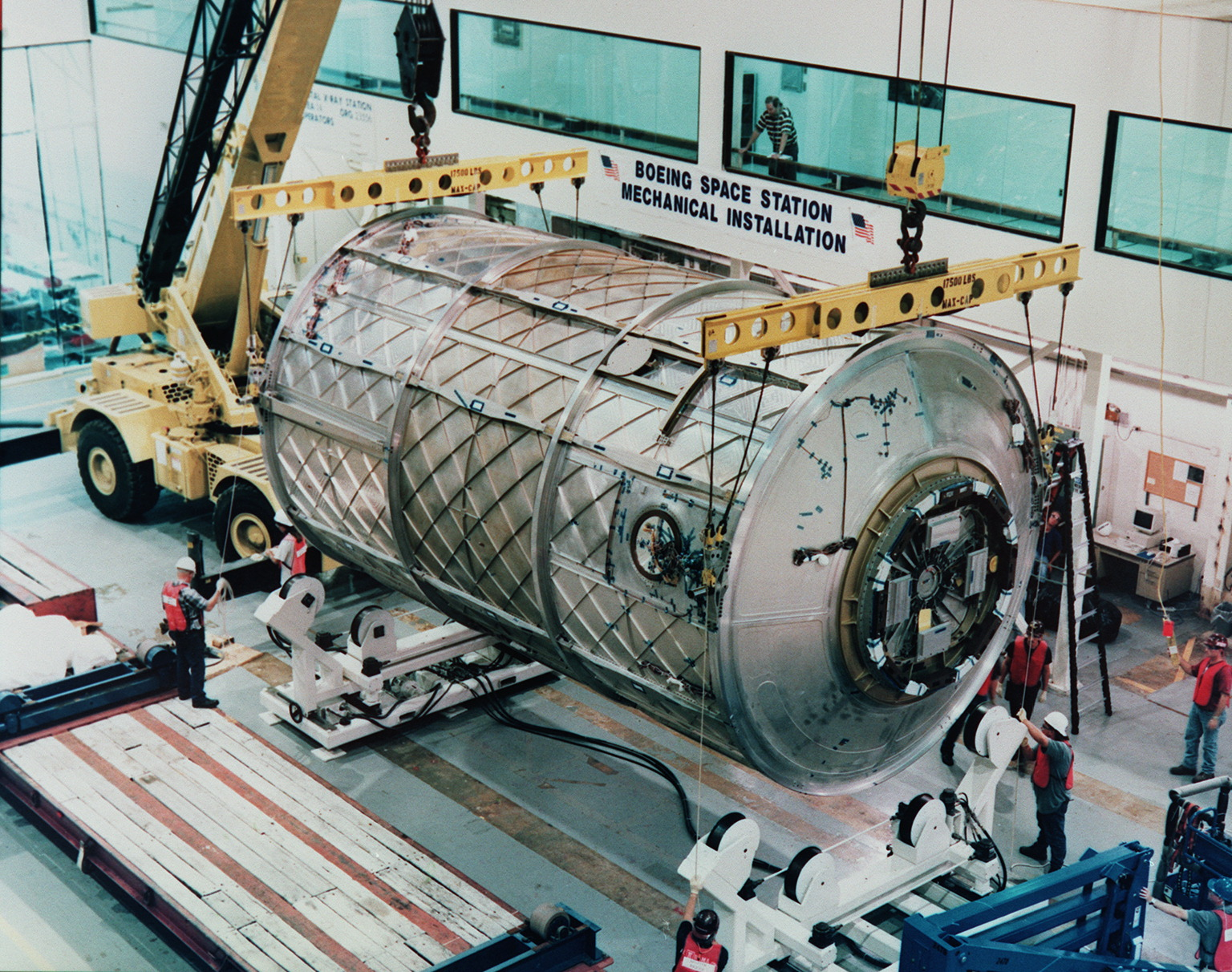
MSK – Moduł Mieszkaniowy (NASA)

Moduł mieszkaniowy – anulowany amerykański element Międzynarodowej Stacji Kosmicznej (ISS), mający pełnić funkcję głównej kwatery dla kosmonautów i astronautów. Nieco większy od autobusu, miałby w sobie miejsca z łóżkami dla czterech osób. Astronauci i zwiedzający naukowcy mieliby możliwość wziąć prysznic, przygotować sobie w jadalni obiad i odpocząć w pomieszczeniu relaksacyjnym. Gdy korpus modułu był już niemal ukończony, konstrukcję wstrzymano do czasu opracowania nowego pojazdu ratunkowego dla załogi. Używane w owym czasie pojazdy Sojuz mogły bowiem zabierać na pokład jedynie trzy osoby. Opóźnienia w konstrukcji stacji po katastrofie wahadłowca Columbia, oraz ograniczony budżet spowodowały ostateczne anulowanie projektu. 14 lutego 2006 zdecydowano, że w oparciu o skonstruowany korpus modułu prowadzone będą naziemne prace rozwojowe nad systemami podtrzymywania życia.

## TransHab
Alternatywnym projektem budowy kwatery głównej MSK był nadmuchiwany moduł o nazwie „TransHab”, który miałby kilkakrotnie większą pojemność od modułu mieszkaniowego. Projekt ten zarzucono z powodu cięć budżetowych. Technologię nadmuchiwanych modułów przejęła spółka Bigelow Aerospace, która planuje skonstruowanie w oparciu o nią komercyjnych stacji orbitalnych. Do 2008 roku spółka umieściła na orbicie dwa nadmuchiwane pojazdy Genesis I i Genesis II.

## HEM
Na przełomie 2007 i 2008 roku brytyjskie konsorcjum naukowców i inżynierów, zaproponowało rozbudowę ISS o dwa moduły HEM, które pełniłyby funkcje mieszkaniowe. Wielka Brytania nie uczestniczy obecnie w konstrukcji ISS ani bezpośrednio, ani w ramach ESA, byłby to zatem jej pierwszy wkład w ten program. Projekt zakłada powstanie dwóch modułów:
- HEM C – zawierałby pokój spotkań, wyposażony w aparaturę multimedialną do prowadzenia konferencji z Ziemią, oraz duży stół, przy którym mogliby się spotykać członkowie załogi stacji, jak i odwiedzających ją statków kosmicznych.
- HEM D – miałby być modułem typowo mieszkalnym, zawierającym sześć indywidualnych kajut dla stałych członków załogi stacji. Każda kajuta wyposażona byłaby w rozkładane biurko, leżankę o wymiarach 90x200 cm oraz pewną przestrzeń na przedmioty osobiste.

Dodatkowo moduły zapewniłyby załodze zwiększoną ochronę przed promieniowaniem kosmicznym.
Każdy z modułów miałby wymiary ok. 3,8 m średnicy i 5,7 m długości. Łącznie dodałyby do przestrzeni życiowej stacji około 100 m³ Z racji planowanego wycofania z eksploatacji wahadłowców wykorzystywanych w programie STS moduły byłyby wyniesione na orbitę przez rosyjskie rakiety Sojuz-FG. Na orbicie moduły korzystając z własnego napędu zbliżyłyby się do stacji na odległość, z której możliwe byłoby ich uchwycenie przez robotyczne ramię stacji (Canadarm2) w celu montażu do węzłów modułu Node 3.
Łączny koszt całego przedsięwzięcia szacowany jest na 600 mln GBP na przestrzeni około 7 lat. Moduły mogłyby znaleźć się na orbicie najwcześniej w 2011 roku.